# Hamza bin Láden
Hamza bin Oszáma bin Mohammed bin Avad bin Láden (arabul: حمزة بن أسامة بن محمد بن عوض بن لادن; Dzsidda, 1989. – 2017–2019 között), ismertebb nevén Hamza bin Láden arab nemzetiségű terrorista, Oszáma bin Láden, az al-Káida terrorszervezet egyik alapítójának harmadik házasságából született fia. Apját és féltestvérét, Khalidot 2011-ben kivégezték.

## Életútja
Születési évszáma kérdéses, fiatalkoráról és oktatásáról nincsenek részletes információk. Feltehetőleg 1989-ben született Dzsiddában, 1 évvel az al-Kaida megalakulása után. Apja Oszáma bin Láden szaúd-arábiai terrorvezér, anyja Hairiah Szabar. Apja 1985-ben vette feleségül Hairiaht, aki a harmadik felesége volt.
1991-től Szudánban, majd 1996-tól az afganisztáni Dzsalalabádban élt egy vidéki farmon rokonaival, és a többi családjukhoz közelálló terroristák hozzátartozóival. Egy közeli barátja, Abdurahman Khadr 2001-es vallomása alapján Hamza gyermekként a nyugati kultúrát részesítette előnyben az arab ideológia tiltása ellenére is. 2001 novemberében az al-Kaida kiszivárogtatott egy felvételt, az akkor körülbelül 12 éves Hamzáról és három testvéréről, amiben a fiatalkorúak fegyverekkel bánnak. Nem sokkal később Pakisztánba kellett menekülniük. 2005-ben felvétel készült róla, ahogyan az al-Kaida tagjaként a vazirisztáni mudzsahedekre mér haderejével támadást 16 évesen. Pakisztán után Iránba kellett menekülniük családjával, ahol 2010-ig tartózkodtak.
2011-ben olyan hírek terjedtek el, hogy ő is odaveszett az apjára mért támadásban, de később bebizonyosodott, hogy ő nem volt az elhunytak között. Anyját a pakisztáni igazságszolgáltatás őrizetbe vette.
2015-ben az al-Kaida a csoport hivatalos weboldalára feltöltöttek egy hangfelvételt, melyben Ajman az-Zaváhiri hivatalosan is az al-Kaida tagjaként mutatta be a szervezettel korábban is együttműködő Hamzát. A Twitter-felvételben azt is rögzítették, hogy Hamza a híveit a Washington, London, Párizs és Tel-Aviv elleni háborúra szólítja fel apja meggyilkolásának revansaként.

## Családi állapota
Egyes források szerint 17 évesen házasodott össze Abdullah Ahmed Abdullah lányával. De nagybátyja nyilatkozata szerint a 9/11 egyik öngyilkos terroristájának, Mohamed Attának lányával lépett frigyre. Mindenesetre, az esküvőt dokumentáló fényképeket a családi ház 2011-es házkutatásakor lefoglalták, 2017-ben az internetre is kiszivárogtatták.

## Jelentősége
Apja kedvenc fiúgyermeke volt. A hagyományt betartva öröksége rá szállt.
2017-ben került fel az Idegen Vagyont Ellenőrző Hivatal listájára mint veszélyes terrorista. 2018 novemberében Szaúd-Arábia megfosztotta őt állampolgárságától. Állítólag amikor 2019. február 28-án az Amerikai Egyesült Államok Külügyminisztériuma egymillió dolláros (átváltva 270 millió magyar forint értékű) vérdíjat tűzött ki rá, már halott volt. 2019. március 5-én az Amerikai Egyesült Államok befagyasztotta az USA területén tartott vagyonát.